# Toby Gad
Tobias Gad, detto Toby (Monaco di Baviera, 12 aprile 1968), è un produttore discografico e cantautore tedesco.
Vive e lavora negli Stati Uniti, a Los Angeles.

## Biografia
Di origine danese da parte del padre e tedesco di nascita, ha iniziato da ragazzo a suonare jazz e rock. Nella seconda metà degli anni '80 è stato scoperto da Frank Farian, con cui ha iniziato a collaborare. Nel 1988 è accreditato nell'album All or Nothing dei Milli Vanilli. Nel 1990 ha iniziato a lavorare con Jacqueline Nemorin.
Dopo aver raggiunto il successo nel suo Paese si è trasferito negli Stati Uniti, inizialmente a New York, dove ha aperto uno studio. Tra i primi artisti americani con cui ha registrato vi sono Sita, Willa Ford, Fancy e Sandy Mölling.
Nel 2005 lavora tra gli altri con Jaci Velasquez, Ricky Martin (Drop It on Me), Nicole Wray e The Veronicas (The Secret Life Of...). Seguono collaborazioni con Jane Zhang, Kaci Brown, Fergie, Keke Palmer, The Veronicas (diversi brani di Hook Me Up), Donna Summer, Beyoncé (If I Were a Boy), Natasha Bedingfield, Brandy.
Nel 2009 è al lavoro con Ashley Tisdale, Sandra (molte tracce di Back to Life), Jordin Sparks, Demi Lovato, Pixie Lott (Broken Arrow), Jessie James, Esmée Denters, Allison Iraheta, Selena Gomez & the Scene (A Year Without Rain), Kris Allen, Alicia Keys, Robin Thicke e BoA. 
Nel 2010 collabora con Monrose, Lee DeWyze, Emily Osment, il team di Hannah Montana, JLS (Love You More), Tarja (I Feel Immortal), Selena Gomez & the Scene (Bang Bang Bang), Jazmine Sullivan e altri.
Negli anni seguenti collabora anche con Nicole Scherzinger (Don't Hold Your Breath), James Morrison (Up), Jessie J (Who You Are), Demi Lovato (Skyscraper e For the Love of a Daughter), Kelly Clarkson, Cher Lloyd, Colbie Caillat (I Do), Paloma Faith, One Direction, Dia Frampton, Carly Rae Jepsen, Bridgit Mendler, Mandy Capristo, Marco Mengoni (Non passerai), Koda Kumi, John Legend (All of Me), Jessica Sanchez (quattro brani di Me, You & the Music), Foxes, Hilary Duff (Chasing the Sun), Madonna (quattro tracce di Rebel Heart), nuovamente The Veronicas (quattro tracce di The Veronicas), Leona Lewis, Alex & Sierra e altri.

## Discografia

### Album in Studio
- 2022 – For My Mother

### EP
- 2023 – Big Girls Don't Cry (con Victoria Justice)
- 2023 – Skyscrpaper (con Camylio)

### Singoli
- 2023 – Little House In The Snow (con Marisha Wallace)
- 2024 – Little Do You Know (con Axel Cooper,Aloe Black e Keke Palmer)